# Giro dell'Emilia 1939
Il Giro dell'Emilia 1939, ventiseiesima edizione della corsa, si svolse l'8 ottobre 1939 su un percorso di 65,6 km in circuito presso i Giardini Margherita di Bologna. Riservato a più categorie tra cui dilettanti e indipendenti, fu vinto dall'italiano Serafino Biagioni, che completò il percorso in 1h36'00" precedendo i connazionali Doro Morigi e Giovanni Brotto. Parteciparono 53 ciclisti.

## Ordine d'arrivo (Top 10)
| Pos. | Corridore          | Squadra           | Tempo    |
| ---- | ------------------ | ----------------- | -------- |
| 1    | Serafino Biagioni  | S.C. Battisti     | 1h36'00" |
| 2    | Doro Morigi        | S.C. Malatesta    | s.t.     |
| 3    | Giovanni Brotto    | V.C. Bassano      | s.t.     |
| 4    | Silvio Pedroni     | Gruppo Fantarelli | a 48"    |
| 5    | Ennio Nardini      | S.C. Pontecchi    | s.t.     |
| 6    | Sergio Maggini     | S.C. Pontecchi    | a 1'04"  |
| 7    | Francesco De Rosa  | Pedale Monzese    | s.t.     |
| 8    | Armando Poggio     | A.C. Pratese      | s.t.     |
| 9    | Spartaco Ganzaroli | ?                 | s.t.     |
| 10   | Quirico Bernacchi  | ?                 | s.t.     |